# Haller Park
Haller Park är en naturpark i Bamburi, Mombasa, Kenya. Parken ägs av det östafrikanska cementföretaget Bamburi Cement och tidigare har en cementfabrik legat på platsen, vilken medförde att naturlivet försvann. Genom återskogning, fiskdamm med mera har företaget lyckats att få många arter att trivas. Mest känd är parken för den unika vänskapen som uppstod och blomstrade under några år mellan en ung flodhäst och en äldre sköldpadda, Owen och Mzee. Parkens huvudprincip är att ekonomi och ekologi skall gynna varandra. Återskogningen och fiskeprojekten har exempelvis visat sig ekonomiskt självförsörjande. 

## Djur i parken

### Däggdjur
1. Wahlberg's Epauletted Fruit Bat
2. Vervet Monkey
3. Sykes' Monkey
4. Serval
5. Giraff
6. Hippopotamus
7. Sitatunga
8. Defassa Waterbuck
9. Zebra
10. Buffalo
11. Eland
12. Oryx
13. Suniantilop

### Reptiler
1. Philothamus
2. Sandorm (Psammophis subtaeniatus)
3. Krokodil

### Fiskar
1. Lungfisk
2. Malartade fiskar

### Fåglar
1. Afrikansk ibisstork
2. Marabustork
3. Oxhackare
4. Nilgås
5. Pärlhöns

### Leddjur
1. Spindlar
2. Getingar
3. Fjärilar
4. Skalbaggar
5. Vävarmyror
6. Honungsbin

### Växter
1. Casuarina
2. Algaroba
3. Neem
4. Orchids – cyrtotchis arcuata
5. Asystacia gangetica
6. Tamarix nilotica
7. Phyncholythrum repens
8. Paspalum Vaginatum
9. Coral hibiscus
10. Cyads
11. Fernandoa magnifica